# Пташине гніздо

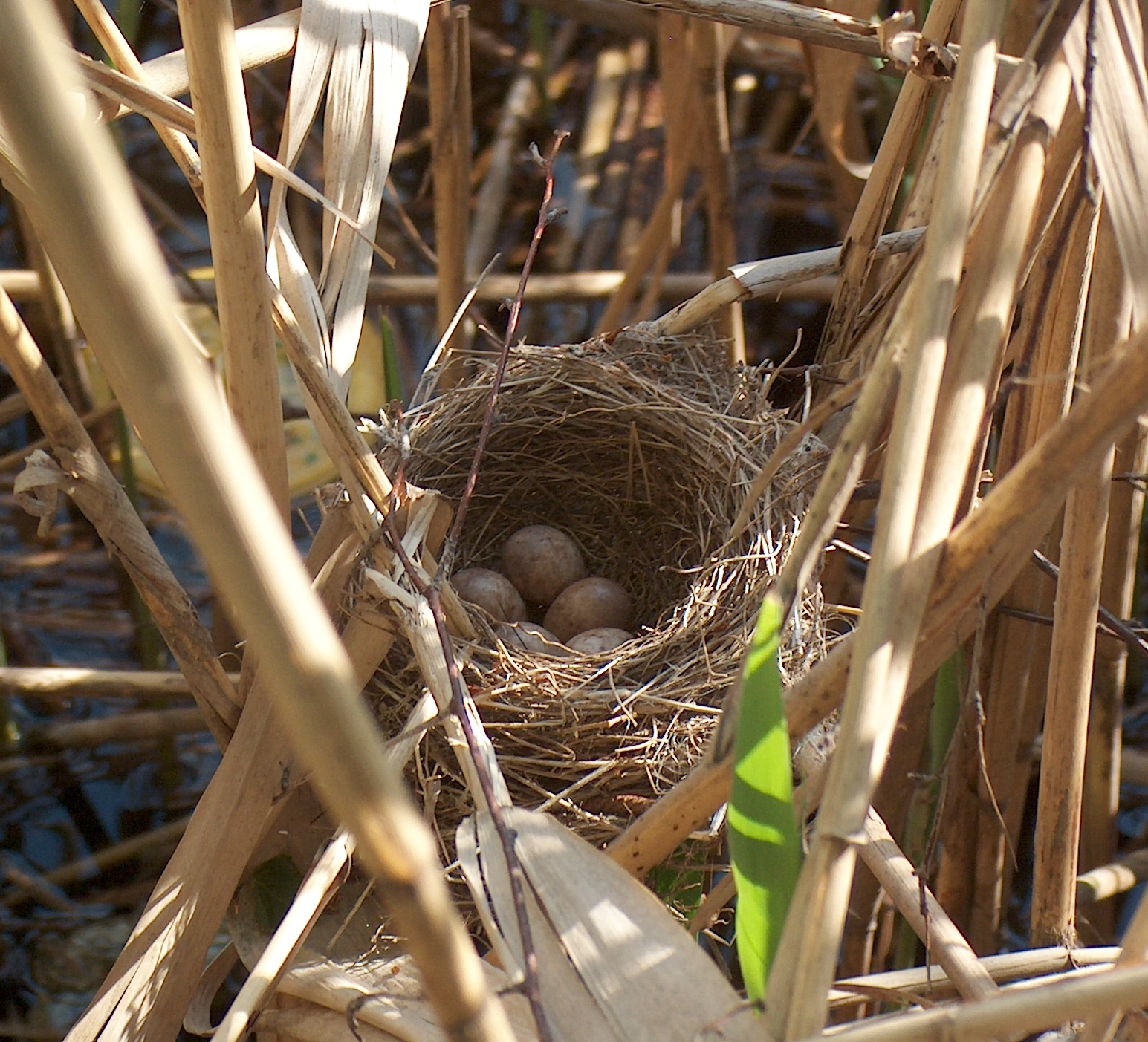
Глибоке чашоподібне гніздо великої очеретянки

Гніздо ластівки.

Пташине гніздо — місце, у якому птах відкладає та висиджує свої, а в деяких випадках чужі яйця і вирощує пташенят.

## Загальний опис
У поширеному розумінні термін, зазвичай позначає певні, створені птахами структури, такі як трав'яні чашоподібні гнізда мандрівного та чорного дроздів або витончено зіткані підвішені гнізда ремеза, коноти панамської або ткачика великого. Однак, орнітологічне визначення дещо ширше. Для деяких видів, гніздом є лише невелике поглиблення в піску, розгалуження двох гілок, нора в землі, дупло у дереві, купа перегнилого рослинного матеріалу або земляний купол із вхідним отвором. Деякі види, такі як салангани роду Collocalia, будують гнізда цілком з власної слини, що загусає, утворюючи місце для відкладання яєць на вертикальній стіні печери. Найменші гнізда — гнізда колібрі, що мають вигляд крихітних чашечок діаметром близько 2 см та висотою 2-3 см. З іншого боку, гнізда, збудовані джунглевою куркою, досягають понад 11 м в діаметрі та висоти близько 5 м.
Часто самі птахи не будують гнізда, а захоплюють чуже гніздо або використовують спосіб гніздового паразитизму. В останньому випадку, яйця нишком відкладаються у гніздо птаха-хазяїна, того ж або іншого виду, який висиджує яйця та доглядає за чужими пташенятами, позбавляючи птаха-паразита потреби перейматися цим власноруч.
Хоча міра участі представників обох статей у будуванні гнізда відмінна у різних видів птахів, частіше більшу частину роботи виконує самиця. У деяких полігінних видів, проте, більшу частину роботи виконує самець. У деяких видів дорослим птахам у будівництві гнізда допомагають молоді особини від попередніх кладок. Гніздо часто буває місцем різних етапів спаровування, зокрема залицяння і шлюбних ігор, наприклад, такими є гнізда альтаночниць і ткачиків. Здатність будувати та підтримувати гніздо у доброму стані, ймовірно є наслідком еволюційного відбору в цих видів.

## Типологія
Не кожен вид птахів будує гнізда. Деякі алькові, наприклад кайра тонкодзьоба, кайра товстодзьоба та гагарка мала відкладають яйця прямо на тонких кам'яних уступах. Яйця цих видів сильно загострені з одного кінця, щоб котитися по колу у разі турбування. Це критично важливо для виживання кладки через відсутність гнізда, яке могло б їх захистити від скочування з краю скелі. Ймовірно через вразливість незахищених яєць батьки рідко залишають їх без уваги. Розташування і архітектура гнізд сильно залежить від характеру місцевості та інших абіотичних факторів.
Королівські та імператорські пінгвіни також не будують гнізд. Натомість вони ховають свої яйця та пташенят між власними стопами та складками шкіри внизу живота. Таким чином вони мають можливість пересуватись під час висиджування, хоча на практиці це регулярно робить лише імператорський пінгвін. Сезон розмноження імператорських пінгвінів припадає на найсуровіші місяці антарктичної зими і їхня мобільність дозволяє формувати великі скупчення, що допомагають витримувати екстремальні вітри та низькі температури. Без здатності розподіляти тепло своїх тіл (температура у центрі тісної групи на 10 °C більша температури навколишнього середовища) пінгвіни витрачали б набагато більше енергії на зігрівання, що не сприяло б успішному вирощуванню потомства.
Деякі види, що гніздяться на скелях, наприклад качурка фаралонська, чистун тихоокеанський, пугач палеарктичний відкладають яйця у відносно захищених місцях, як то ущелини у камінні чи проміжки між валунами, але не використовують додаткових матеріалів для облаштування гнізда. Поту відкладають своє єдине яйце на верхівці зламаного стовбура або невеликого заглиблення у гілці, що залишилось після відмирання і відпадання меншої гілки, спрямованої вгору. Птахи, що практикують гніздовий паразитизм, такі як вашери, воскоїдові та зозулеві відкладають свої яйця у заселені гнізда інших видів.

### Виїмка

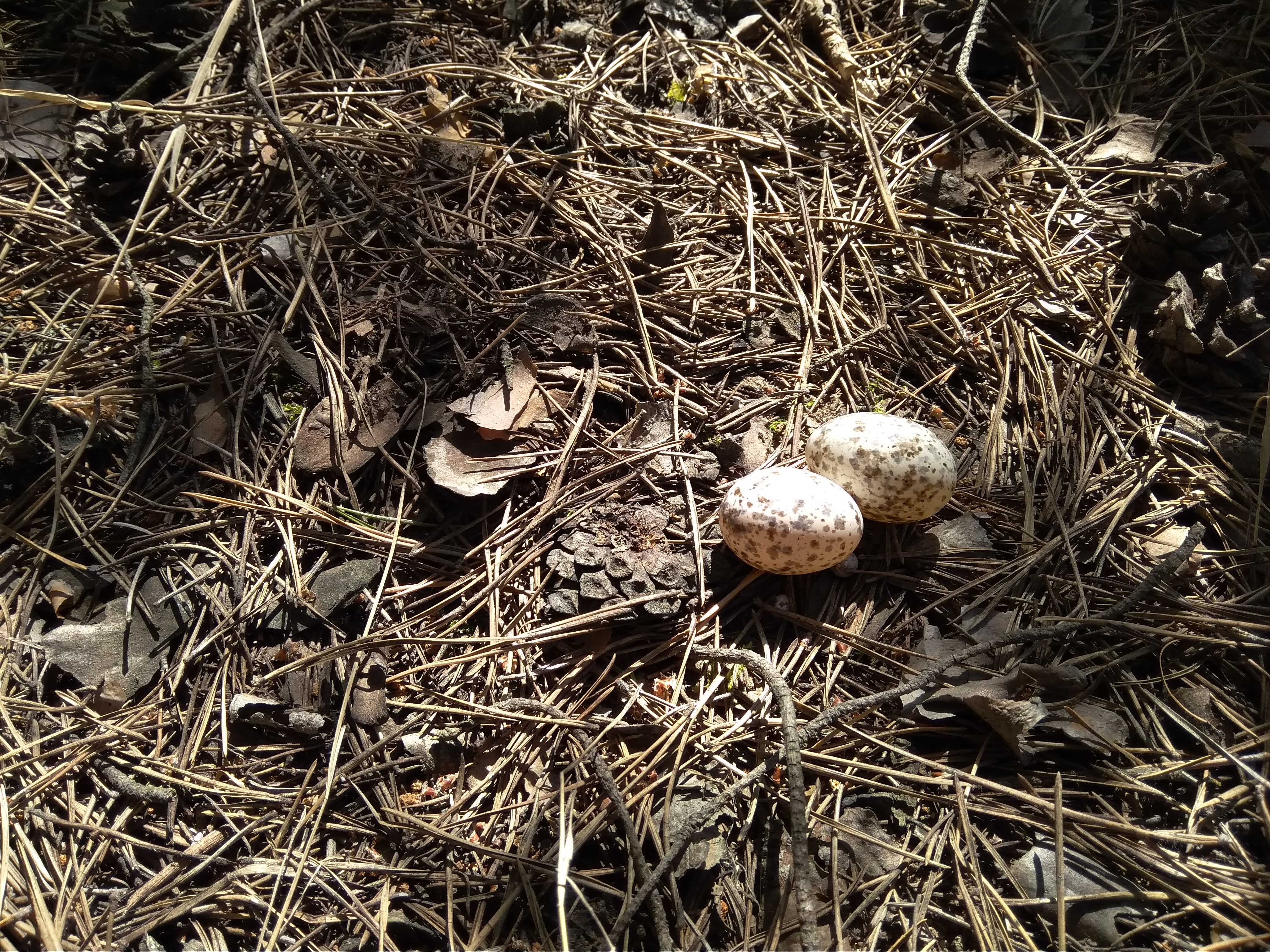
Кладка дрімлюги просто на землі. Яйця мають подібне з ґрунтом забарвлення, тож їх майже не видно.

Виїмка — це найпростіша гніздова конструкція, що являє собою просто невелике заглиблення у ґрунті або рослинності. Цей тип гнізда як правило оточений обідком, достатньо глибоким, щоб запобігти викочуванню яєць та викладений шматочками рослинності, невеликим камінням, уламками мушель або пір'ям. Ці матеріали допомагають закамуфлювати яйця та забезпечують певний рівень ізоляції; вони також допомагають зберегти яйця на місці та запобігти зануренню у болотистий або піщаний ґрунт у разі підтоплення гнізда. До видів, для яких характерний такий тип гнізда належать страуси, більшість тинамових, багато качок, бвльшість куликів, більшість крячків, деякі соколи, фазани, перепілки, куріпки, дрохвові та рябкові.
Яйця, пташенята та дорослі, що їх доглядають у гніздах-виїмках більш вразливі до хижаків та погодних умов порівняно з тими, хто має більш захищені гнізда. Вони часто розташовані на землі у відкритій місцевості і ніяк не приховані. Яйця птахів, що влаштовують гнізда на землі (включно з гнізами-виїмками) мають специфічне забарвлення, що допомагає закамуфлювати їх, коли дорослі птахи їх не висиджують. Забарвлення таких яєць схоже на субстрат, на якому їх відкладають. Дорослі особини у період висиджування також мають камуфляжне забарвлення та тримаються біля гнізда. Більшість птахів, що гніздяться на землі, мають добре розвинену тактику відволікання уваги і використовують її, щоб відвести потенційних хижаків від гніздової території. Більшість птахів з таким типом гнізда — виводкові, їх пташенята залишають гніздо невдовзі після вилуплення.
У холодному кліматі арктичних широт та високогір'їв глибина гнізда-виїмки може бути критичною як для виживання кладки, так і для витривалості дорослого птаха, що її висиджує. Виїмка має бути достатньо глибокою, щоб захистити яйця від конвекційного охолодження, спричиненого холодними вітрами, але не надміру глибокою, щоб запобігти їх переохолодженню від температури ґрунту, особливо там, де відстань до шару багаторічної мерзлоти становить лічені сантиметри. Дослідження показали, що яйце у гнізді-виїмці втрачає тепало на 9 % повільніше, ніж яйце розміщене на землі за межами гнізда, якщо таке гніздо оточене природною рослинністю, втрати тепла зменшуються ще на 25 %. Ізоляційна роль вистилання гнізда очевидно настільки важлива для виживання кладки, що деякі види, наприклад пісочник морський, відновлять експериментально змінені рівні ізоляції до початкового стану за 24 години, додаючи або видаляючи матеріали по мірі необхідності.
У жаркому кліматі пустель або солончаків ембріони, що розвиваються можуть загинути скоріше від спеки, ніж від холоду. У таких місцях виїмки мілкіші і як правило вистелені нерослинними матеріалами (мушлі, пір'я, палиці та ґрунт), що дозволяє відбуватись конвекційному охолодженню, коли яйця обдуваються повітрям. Деякі види, наприклад анаперо малий або фаетон червонохвостий сприяють зменшенню температури гнізда, розміщаючи його у повному чи частковому затінку. Інші, включно з деякими прибережними птахами, стоять над яйцями, відкидаючи на них тінь від власного тіла. Деякі прибережні птахи також змочують грудні пір'я у воді та сідають на яйця, забезпечуючи зволоження та створюючи охолодження за рахунок випаровування. Батьки рятуються від перегріву за допомогою частого дихання та частої зміни ролей: доки один висиджує яйця, інший стоїть у воді.
Техніка спорудження гнізда виїмки дещо відрізняється залежно від виду. Наприклад, крячки, що гніздяться на узбережжях облаштовують свої гнізда, обертаючись на піску у місці, яке обрали для гніздування, в той час як водорізи створюють свої виїмки повільно обертаючись по колу на животі та відкидаючи пісок назад лапами. Страуси також вишкрібають свої виїмки лапами, але роблять це стоячи. Багато тинамових відкладають свої яйця у м'якій підстилці з опалого листя, яке вони збирають та розміщають під кущами або між корінням кущів та дерев., а кагу відкладають свої у купах опалого листя біля колод, стовбурів або іншої рослинності. грицики чорнохвості витоптують трав'янисту ділянку та відкладають свої яйця, а інші кулики, що гніздяться у траві згинають рослинність навколо гнізда, роблячи його непомітним згори. Багато самок качок, зокрема у північних широтах викладають свої неглибоки гнізда-виїмки пухом, який вискубують з власної грудної клітки, а також невеликою кількістю рослинності. Бігунець плямистоволий та бігунець єгипетський вирізняються з-поміж інших виїмкогнізних птахів звичкою частково закопувати яйця у піску власних виїмок.

### Курган
Закопування яєць як форма гніздування найбільш поширена серед австралійський великоногових. Деякі види цієї родини споруджують величезні гнізда кургани з ґрунту, гілок та листя і відкладають яйця всередину перегниваючої маси. Тепло, що виробляється у цих курганах, які мають ефект великих компостних куп підігріває та інкубує яйця. Тепло у таких гніздах утворюється в результаті процесів дихання грибів та інших мікроорганізмів. Розміри деяких гнізд курганів можуть бути справді вражаючими: найбільші з них мають об'єм 100 кубічних метрів та вагу близько 50 тонн. Їх спочатку приймали за споруди аборигенів.
У більшості курганогнізних видів основну частину роботи зі спорудження та догляду гнізда виконують самці. За допомогою своїх сильних ніг та стоп самець згортає докупи матеріал на обраній гніздовій території, поступово будуючи конічну або дзвоноподібну купу. Цей процес може займати від п'яти до семи годин щодня протягом місяця. Хоча кургани зазвичай використовуються для багатьох сезонів розмноження, нові матеріали необхідно додавати щороку для утворення необхідного рівня тепла. Самка почне відкладати яйця у гніздо тільки коли температура у кургані досягне оптимального рівня.

## Галерея

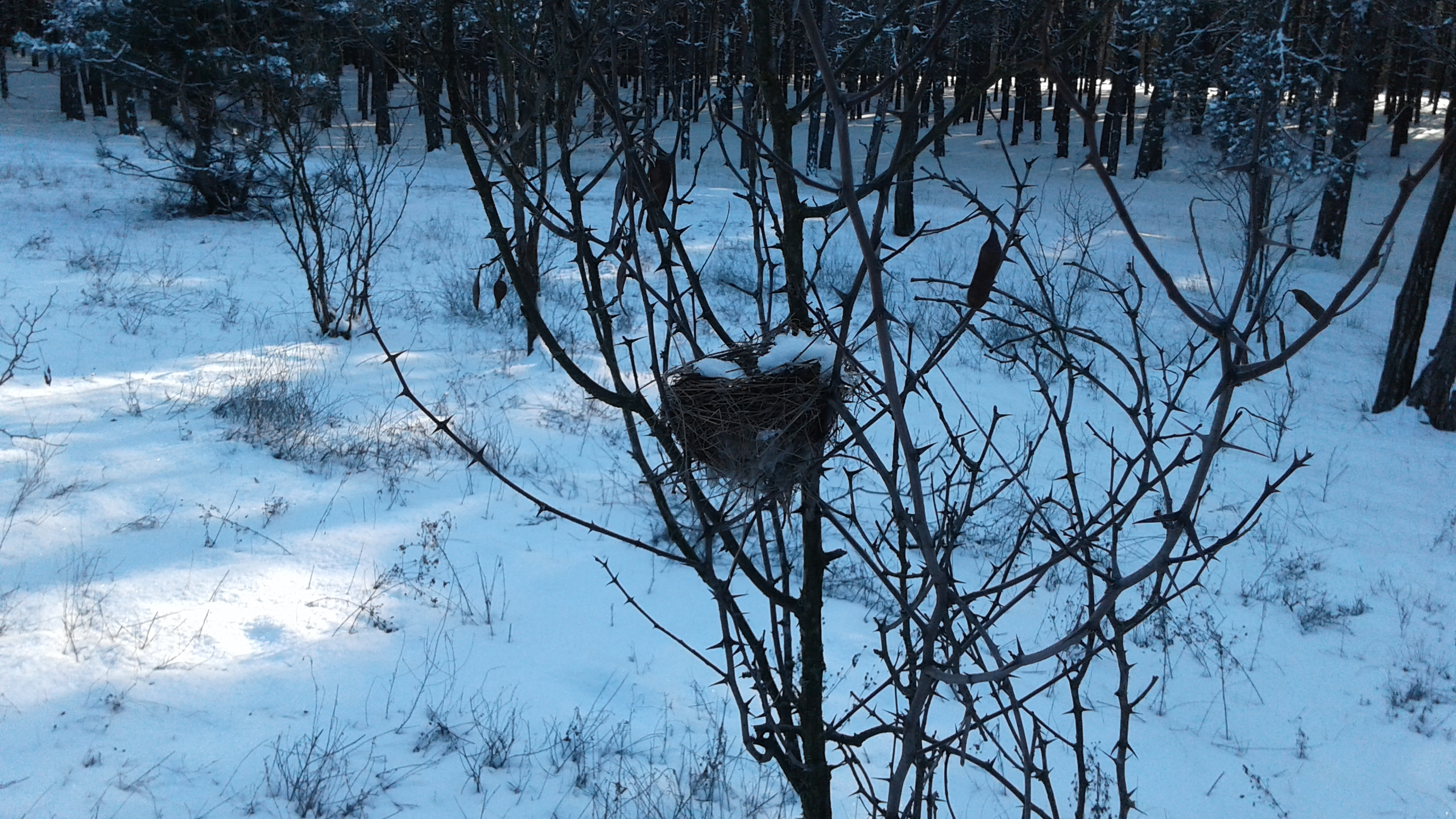
Чашоподібне гніздо стало видимим взимку, коли опало листя з дуже колючої робінії. Колючки захищають птахів від природних ворогів.
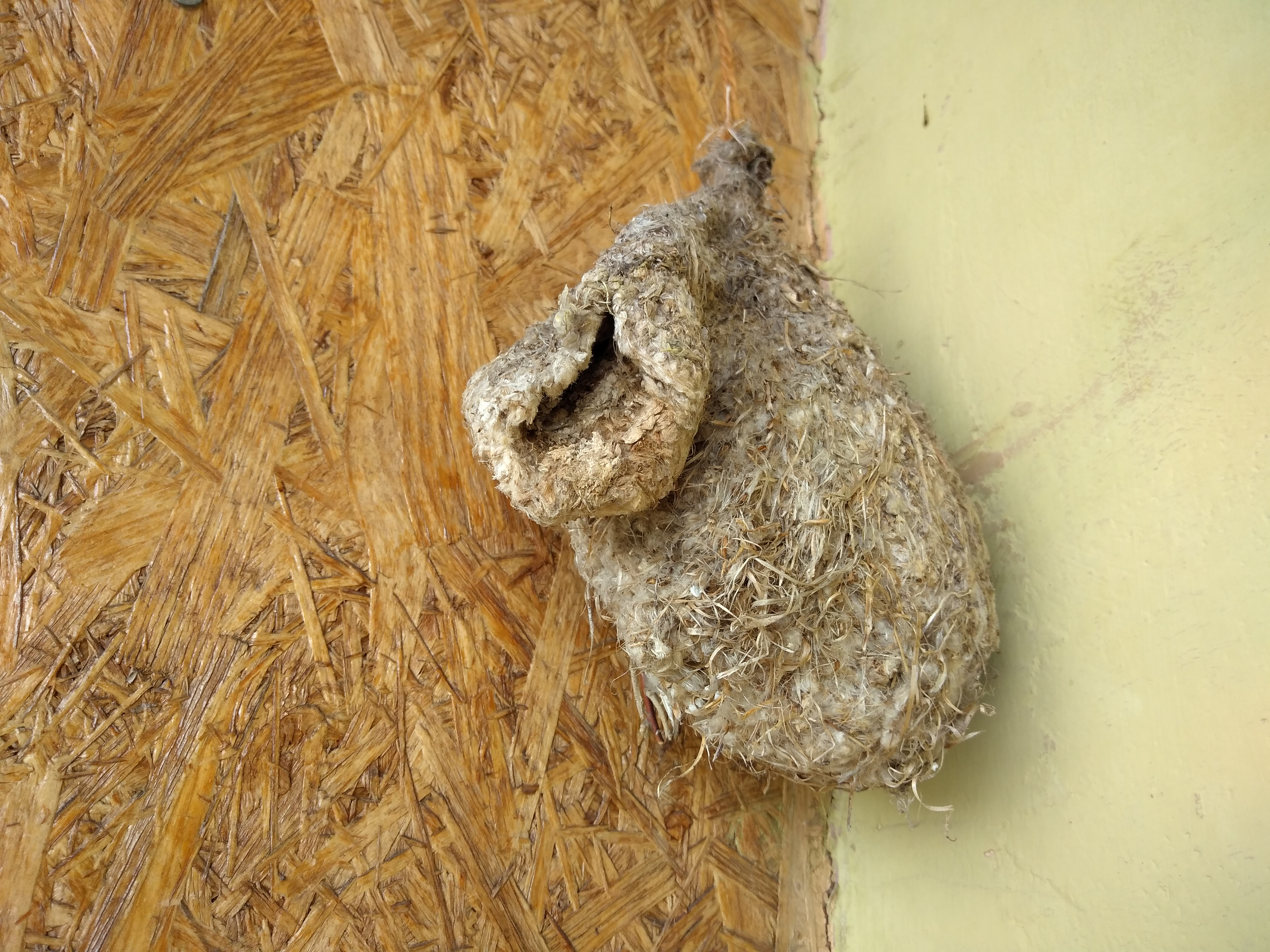
Висяче гніздо ремеза, яке впало взимку. Спочатку пташки згинають декілька вузьких листків очерету петлею і цю основу кріплять до гілки плетивом зі стебел, відтак заплітають отвори сухою травою і забивають пухом від качалок торішнього рогозу.
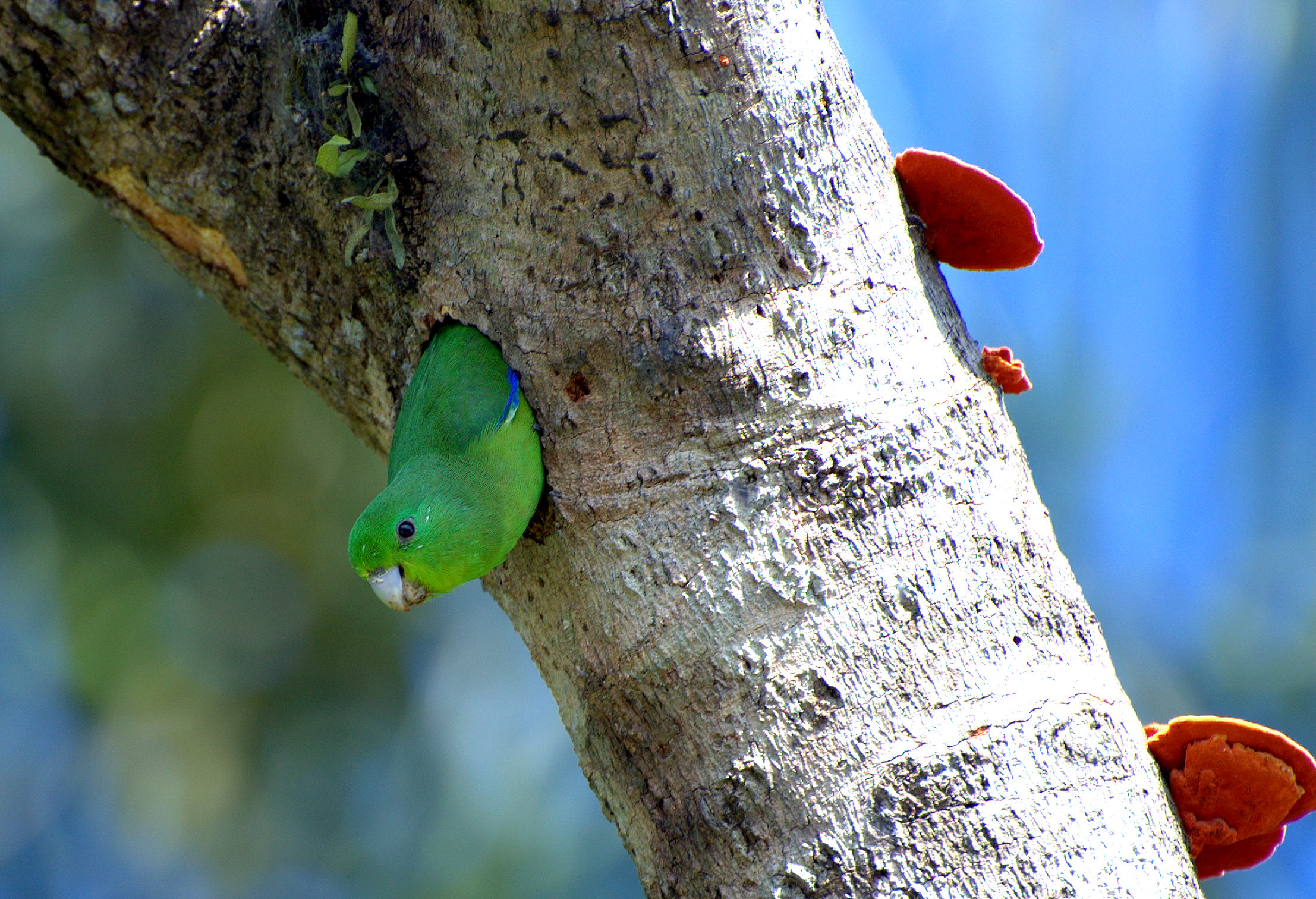
Птаха живе в дуплі, Бразилія.
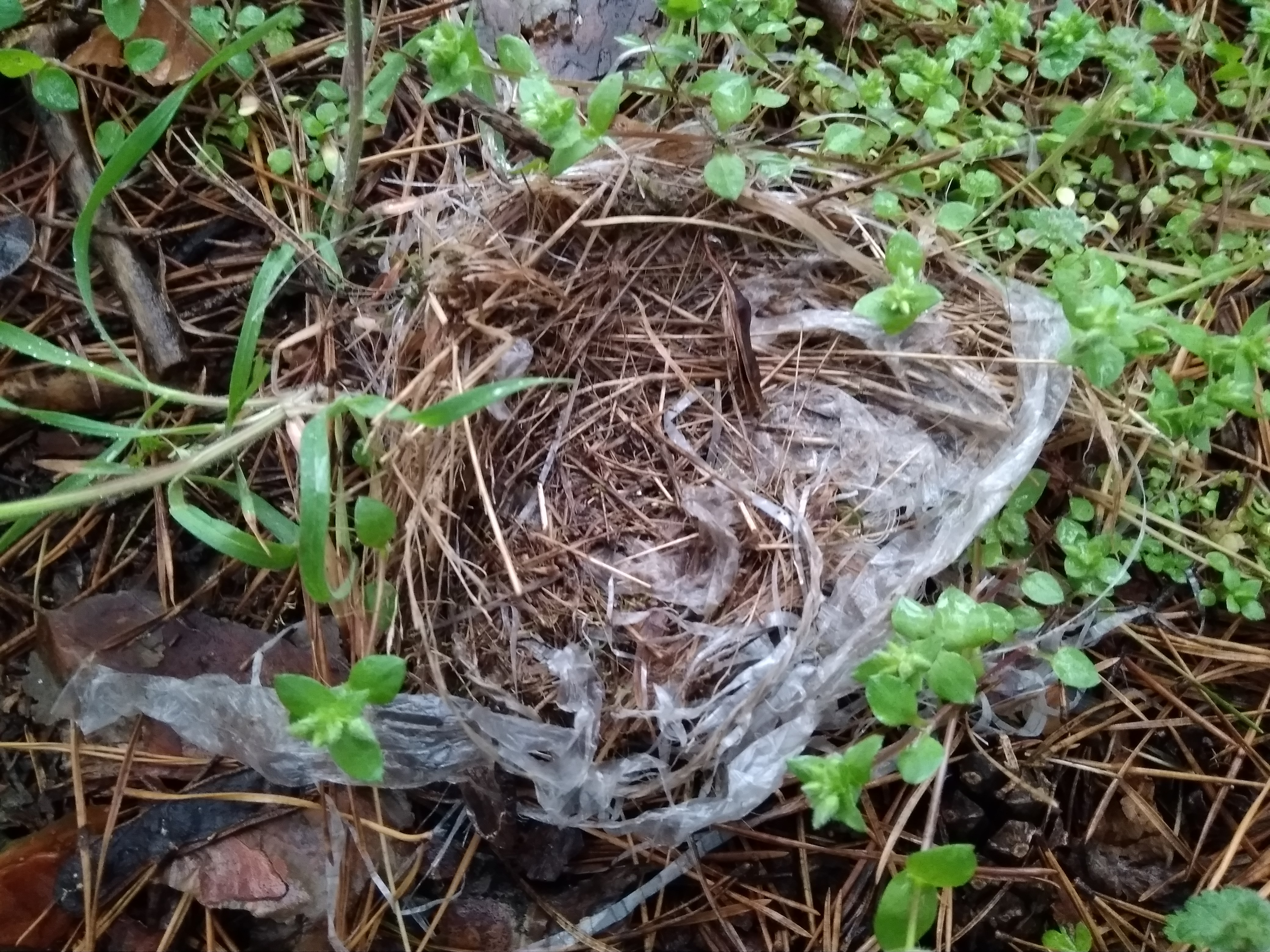
Деякі сучасні пташки роблять гнізда з використанням «новітніх» матеріалів (на жаль стільки сміття у лісах), 2019, Миколаїв.
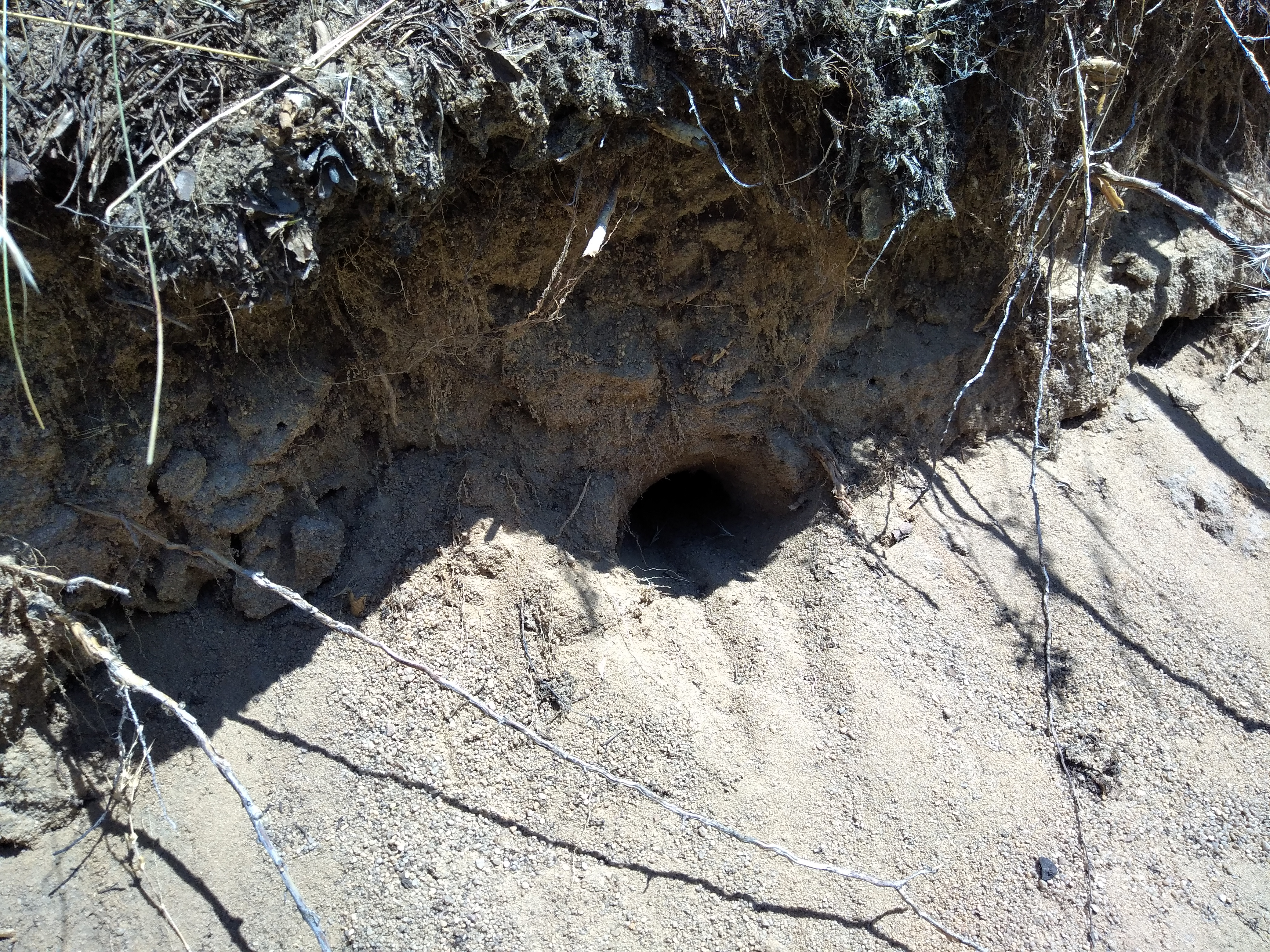
Нора щурки (бджолоїдки) — досягає довжини з метр і більше, Миколаїв.

## Виноски
1. 1 2 3 4 5  Campbell, Bruce; Lack, Elizabeth, ред. (1985), A Dictionary of Birds, Carlton, England: T and A D Poyser, ISBN 978-0-85661-039-4
2. ↑  Campbell та Lack, 1985, с. 387
3. 1 2 3  Ehrlich, Paul R.; Dobkin, David S.; Wheye, Darryl; Pimm, Stuart L. (1994), The Birdwatcher's Handbook, Oxford: Oxford University Press, ISBN 978-0-19-858407-0
4. 1 2 3 4  del Hoyo, Josep (1992), Family Phoenicopteridae (Flamingos), у del Hoyo, Josep; Elliott, Andrew; Sargatal, Jordi (ред.), Handbook of Birds of the World, Volume 1: Ostrich to Ducks, Barcelona: Lynx Edicions, ISBN 978-84-87334-10-8
5. ↑  Hogan, C. Michael (2010), Abiotic factor, у Emily Monosson; C. Cleveland (ред.), Encyclopedia of Earth, Washington DC: National Council for Science and the Environment, архів оригіналу за 8 червня 2013
6. ↑  Cohn-Haft, Mario (1999), Family Nyctibiidae (Potoos), у del Hoyo, Josep; Elliott, Andrew; Sargatal, Jordi (ред.), Handbook of Birds of the World, Volume 5: Barn-owls to Hummingbirds, Barcelona: Lynx Edicions, ISBN 978-84-87334-25-2
7. ↑  Jaramillo, Alvaro (2001), «Blackbirds, Orioles and Allies», in Elphick, Chris; Dunning, John B. Jr.; Sibley, David (eds.), The Sibley Guide to Bird Life & Behaviour, London: Christopher Helm, ISBN 978-0-7136-6250-4
8. ↑  Short, Lester L.; Horne, Jennifer F. M. (2002b), Family Indicatoridae (Honeyguides), у del Hoyo, Josep; Elliott, Andrew; Sargatal, Jordi (ред.), Handbook of Birds of the World, Volume 7: Jacamars to Woodpeckers, Barcelona: Lynx Edicions, ISBN 978-84-87334-37-5
9. ↑  JE, Simon; Pacheco (2005), On the standardization of nest descriptions of neotropical birds (PDF), Revista Brasileira de Ornitologia, 13 (2): 143—154, архів (PDF) оригіналу за 20 липня 2008
10. ↑  Williams, Ernest Herbert (2005), The Nature Handbook: A Guide to Observing the Great Outdoors, Oxford University Press, US, с. 115, ISBN 978-0-19-517194-5
11. ↑  Reid, J. M.; Cresswell, W.; Holt, S.; Mellanby, R. J.; Whitby, D. P.; Ruxton, G. D (2002), Nest scrape design and clutch heat loss in the Pectoral Sandpiper (Calidris melanotos), Functional Ecology, 16 (3): 305—316, doi:10.1046/j.1365-2435.2002.00632.x.
12. ↑  Szentirmai, István; Székely, Tamás (2002), Do Kentish plovers regulate the amount of their nest material? An Experimental Test, Behaviour, 139 (6): 847—859, doi:10.1163/156853902320262844, JSTOR 4535956.
13. 1 2  Grant, Gilbert (1982), Avian Incubation in a Hot Environment, Ornithological Monographs, т. 30, Washington, DC: American Ornithologists' Union, ISBN 978-0-943610-30-6
14. ↑  Howell, Thomas R.; Bartholomew, George A (1962), Temperature Regulation in the Red-tailed Tropicbird and the Red-footed Booby, The Condor, 64 (1): 6—18, doi:10.2307/1365438, JSTOR 1365438.
15. 1 2 3  del Hoyo, Josep; Elliott, Andrew; Sargatal, Jordi, ред. (1996), Handbook of Birds of the World, vol. 3, Barcelona: Lynx Edicions, ISBN 978-84-87334-20-7
16. 1 2  Elliott, Andrew (1994), Family Megapodiidae (Megapodes), у del Hoyo, Josep; Elliott, Andrew; Sargatal, Jordi (ред.), Handbook of Birds of the World, Volume 2: New World Vultures to Guineafowl, Barcelona: Lynx Edicions, ISBN 978-84-87334-15-3
17. ↑  Hansell, Mike (2000), Bird Nests and Construction Behaviour, Cambridge University Press, ISBN 978-0-521-01764-0